# Siegfried Jerusalem
Siegfried Jerusalem (Oberhausen, 17 aprile 1940) è un tenore tedesco.
Incarnò il tipo dell'Heldentenor wagneriano, e nella sua carriera ha interpretato i ruoli di Siegfried, Siegmund, Lohengrin, Parsifal e Tristano con grande successo. A partire dagli anni novanta si è concentrato sul repertorio liederistico, specialmente sulla produzione di Strauss, Mahler e Schumann.

## Biografia
Studiò pianoforte, violino e fagotto alla Folkwangschule di Essen. Iniziò la carriera musicale come fagottista all'interno di piccole orchestre sinfoniche in istituzioni teatrali e radiofoniche, in particolare nell'orchestra della radio di Stoccarda. Nel 1975 durante una produzione televisiva di Der Zigeunerbaron, operetta di Johann Strauss (figlio), Jerusalem suonava nell'orchestra che accompagnava lo spettacolo: uno dei protagonisti dell'operetta, il tenore italiano Franco Bonisolli diede forfait all'ultimo minuto, e Jerusalem prese il suo posto. Da quel momento scelse di dedicarsi definitivamente al canto.
Debuttò al Bayreuther Festspiele nel 1977 nel ruolo di Froh (Das Rheingold) diretto da Pierre Boulez e Junger Seemann in Tristan und Isolde, nel 1979 è Lohengrin (opera) e Parsifal (opera), nel 1981 Walther von Stolzing in Die Meistersinger von Nürnberg con Hermann Prey, nel 1983 Siegmund in Die Walküre con Hildegard Behrens diretto da Sir Georg Solti quindi fu Siegfried nel 1988 (Siegfried) diretto da Daniel Barenboim, nel 1989 (Götterdämmerung), nel 1993 Tristan in Tristan und Isolde e nel 1994 Loge in Das Rheingold diretto da James Levine.
Al Wiener Staatsoper debutta nel 1979 come Parsifal con Walter Berry e Leonie Rysanek e nello stesso anno Tamino in Die Zauberflöte, nel 1982  Hans ne La sposa venduta con Lucia Popp, nel 1984 Siegmund in Die Walküre con Gwyneth Jones e Lohengrin, nel 1986 Max in Der Freischütz, nel 1992 Loge in Das Rheingold, nel 1993 Siegfried e Siegfried ne Il crepuscolo degli dei, nel 1994 Idomeneo (opera) con Anne Sofie von Otter diretto da Colin Davis, nel 1995 Gabriel von Eisenstein in Die Fledermaus e nel 1997 Rienzi diretto da Zubin Mehta. Complessivamente Jerusalem prese parte regolarmente fino al 2002 a 134 rappresentazioni viennesi.
Al Metropolitan Opera House di New York debutta nel 1980 come Lohengrin con Bonaldo Giaiotti, nel 1987 è Loge in Das Rheingold con Waltraud Meier diretto da Levine, nel 1989 è Idomeneo con Carol Vaness, nel 1990 diretto da Levine è Siegfried con la Behrens e Siegfried ne Il crepuscolo degli dei con Christa Ludwig, nel 1991 Eisenstein in Die Fledermaus con Helga Dernesch e Berry, nel 1992 Parsifal, nel 2002 Aegisth in Elettra (Strauss) e nel 2004 Herod in Salomè (opera) con Karita Mattila diretto da Valery Gergiev. Fino ad oggi Jerusalem ha cantato in 60 rappresentazioni al Met.
Al Grand Théâtre di Ginevra nel 1980 è Lohengrin, nel 1982 Parsifal e nel 1984 Idomeneo.
Al Teatro alla Scala di Milano nel 1981 sostiene il ruolo di Lohengrin per improvvisa indisposizione di René Kollo con Anna Tomowa-Sintow diretto da Claudio Abbado, nel 1985 canta nel Requiem polacco di Krzysztof Penderecki diretto dal compositore e nel 1997 è Sigfrido (opera) diretto da Riccardo Muti.
Al Royal Opera House di Londra, nel 1986 è Erik in Der fliegende Holländer e Tamino in Die Zauberflöte con la Mattila, nel 1995 è Siegfried diretto da Bernard Haitink e Siegfried ne Il crepuscolo degli dei e nel 2003 Aegisth in Elettra (Strauss).
Nel 1986 canta nella ripresa nel Coliseum Theatre di Londra di "Parsifal".
Al San Diego Opera nel 1987 è Erik in Der fliegende Holländer e tiene un recital.
Al Teatro La Fenice di Venezia nel 1989 è Parsifal con la Meier diretto da Giuseppe Sinopoli e nel 1994 Tristan in Tristan und Isolde.
A Bilbao nel 1991 è Siegmund in Die Walküre.
All'Opera di Chicago nel 1993 debuttò come Siegmund in Die Walküre con Éva Marton diretto da Mehta e nel 1995 è Siegfried.
Il 9 ottobre 1997 gli fu conferito l'Ordine al Merito di Germania dal presidente tedesco Roman Herzog. La sua ultima esibizione a Bayreuth è datata 1999 nel ruolo di Tristano. Attualmente insegna canto a Norimberga.

## Repertorio
| Ruolo                               | Titolo                         | Autore           |
| ----------------------------------- | ------------------------------ | ---------------- |
| Florestan                           | Fidelio                        | Beethoven        |
| Lyonel                              | Martha                         | Flotow           |
| Assad                               | Die Königin von Saba           | Goldmark         |
| Alfonso                             | Violanta                       | Korngold         |
| Camille de Rossillon Njegus         | Die lustige Witwe              | Lehár            |
| Principe Sou-Chong                  | Das Land des Lächelns          | Lehár            |
| Tamino                              | Die Zauberflöte                | Mozart           |
| Idomeneo                            | Idomeneo                       | Mozart           |
| Hoffmann                            | Les Contes d'Hoffmann          | Offenbach        |
| Florestano                          | Leonora                        | Paër             |
| Jeník                               | La sposa venduta               | Smetana          |
| Sandór                              | Der Zigeunerbaron              | Strauss, Johann  |
| Gabriel von Eisenstein              | Die Fledermaus                 | Strauss, Johann  |
| Aegisth                             | Elektra                        | Strauss, Richard |
| Herod                               | Salome                         | Strauss, Richard |
| Lohengrin                           | Lohengrin                      | Wagner           |
| Rienzi                              | Rienzi                         | Wagner           |
| Froh Loge                           | Das Rheingold                  | Wagner           |
| Siegmund                            | Die Walküre                    | Wagner           |
| Siegfried                           | Siegfried                      | Wagner           |
| Siegfried                           | Götterdämmerung                | Wagner           |
| Giovane marinaio Tristan            | Tristan und Isolde             | Wagner           |
| Walther von Stolzing Balthasar Zorn | Die Meistersinger von Nürnberg | Wagner           |
| Parsifal                            | Parsifal                       | Wagner           |
| Max                                 | Der Freischütz                 | Weber            |

## Discografia parziale
- Liszt, Sinfonie - Solti/Lopez-Cobos/Jerusalem, 1977/1986 Decca
- Wagner, Lohengrin - Abbado/Jerusalem/Studer/Meier, 1992 Deutsche Grammophon

## DVD parziale
- Wagner, Anello del Nibelungo - Boulez/McIntyre/Egel/Schwarz, regia Patrice Chéreau 1980 Deutsche Grammophon - Grammy Award for Best Opera Recording 1983
- Wagner, Anello del Nibelungo - Levine/Morris/Jerusalem/Ludwig, 1989/1990 Deutsche Grammophon
- Wagner, Crepuscolo degli dei - Levine/MET/Jerusalem/Behrens, Deutsche Grammophon
- Wagner, Oro del Reno - Levine/Morris/Jerusalem/Ludwig, 1990 Deutsche Grammophon - Grammy Award for Best Opera Recording 1991
- Wagner, Parsifal - Levine/Meier/Jerusalem/Moll, regia Otto Schenk 1992 Deutsche Grammophon
- Wagner, Sigfrido - Levine/MET/Jerusalem/Behrens, 1990 Deutsche Grammophon
- Wagner, Tristano e Isotta - Barenboim/Jerusalem/Meier, regia Heiner Müller 1995 Deutsche Grammophon